# NYSE Composite
NYSE Composite — один из самых популярных фондовых индексов в мире.
Он отражает изменения в курсе всех акций, котируемых на Нью-Йоркской фондовой бирже, включающих в себя более 2000 крупнейших компаний, зарегистрированных как в США, так и в других странах, с общей капитализацией более 20 триллионов долларов.
Поэтому NYSE Composite может служить удобным показателем состояния экономики США.

## Расчёт индекса
Индекс NYSE Composite представляет собой среднюю стоимость акции на бирже и измеряется в долларах. В то время как индексы семейства Dow Jones измеряются не в долларах, а в пунктах.